# Wegkapelle zur Schmerzhaften Muttergottes (Maria Steinbach)

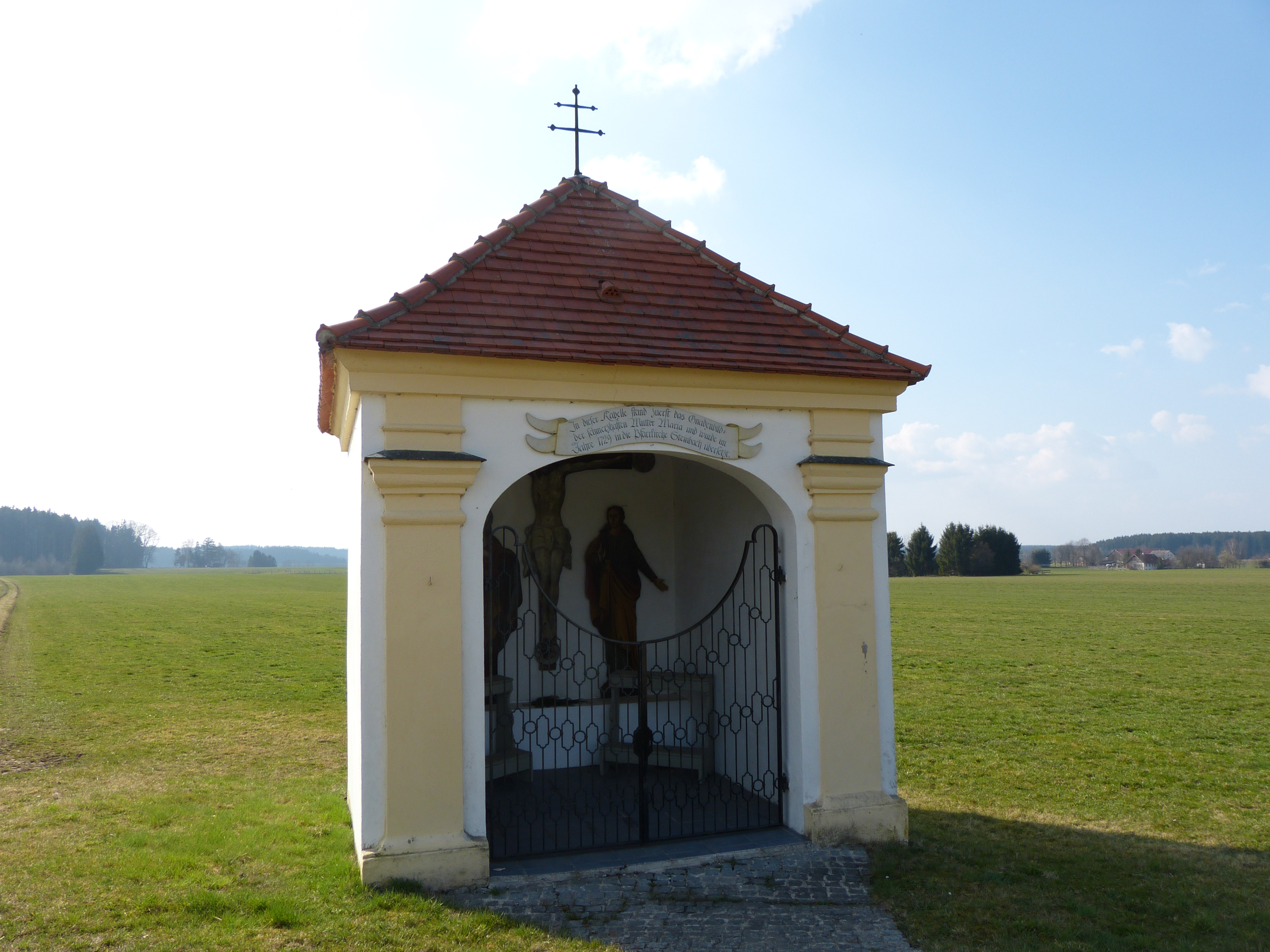
Wegkapelle zur Schmerzhaften Muttergottes, südlich von Maria Steinbach

Die römisch-katholische Wegkapelle Zur Schmerzhaften Muttergottes befindet sich in Maria Steinbach einem Ortsteil von Legau im Landkreis Unterallgäu in Bayern. Die unter Denkmalschutz stehende Kapelle befindet sich südwestlich an der Straße nach Legau.

## Beschreibung
Im 17. oder 18. Jahrhundert wurde die Kapelle als quadratischer Bau errichtet. Die Kapelle trägt ein Zeltdach und ist nach Osten mit einer korbbogigen Öffnung versehen. Rechts und links der Öffnung befinden sich Pilaster. Auf ausgesägten Holztafeln sind ein Kruzifix, sowie Maria und Johannes gemalt. Ursprünglich befand sich in dieser Kapelle die Figur der Schmerzhaften Muttergottes. Diese befindet sich seit 1728/1729 in der Wallfahrtskirche Maria Steinbach. Über der Kapelle erinnert eine Inschrift daran:

„In dieser Kapelle stand zuerst das Gnadenbild der schmerzhaften Mutter Maria und wurde im Jahre 1729 in die Pfarrkirche Steinbach übersetzt.“

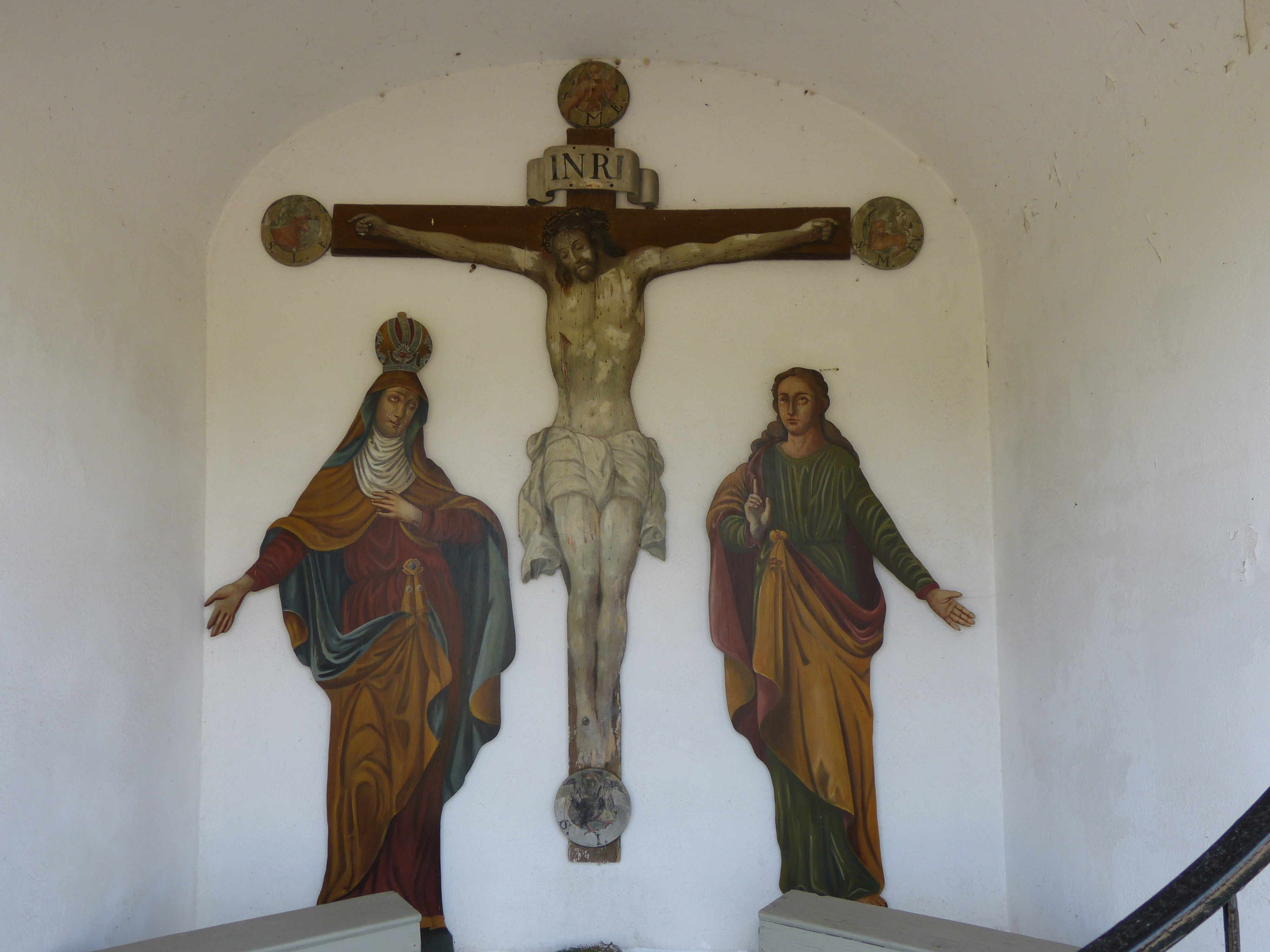
Kruzifix, flankiert von Maria und Johannes. Auf Holztafeln gemalt.
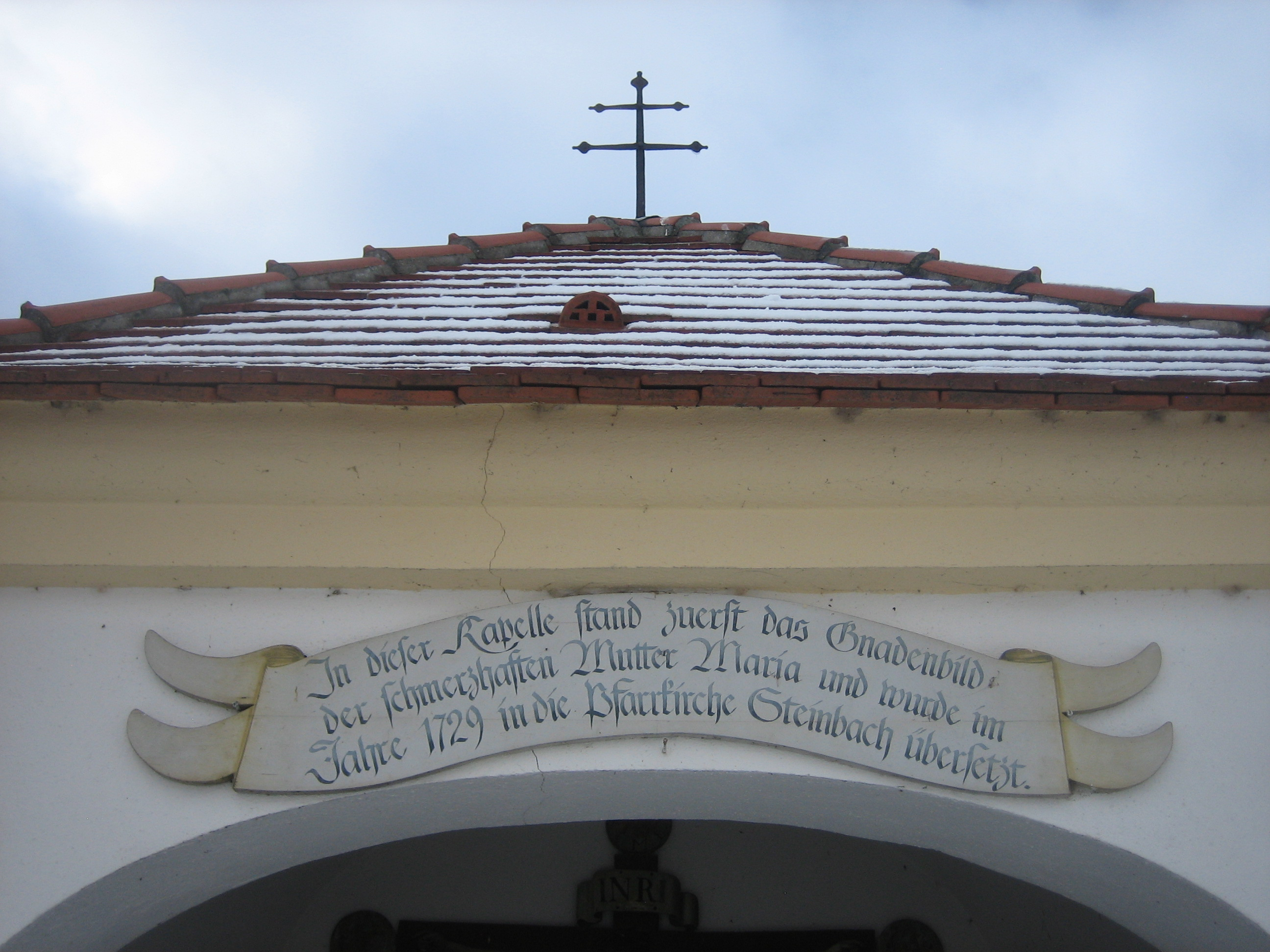
Inschrift über dem Eingang der Kapelle